# NGC 6518
NGC 6518 is een compact sterrenstelsel in het sterrenbeeld Hercules. Het hemelobject werd op 18 juni 1884 ontdekt door de Franse astronoom Édouard Jean-Marie Stephan.

## Synoniemen
- MCG 5-42-24
- ZWG 171.41
- NPM1G +28.0429
- PGC 61238